# Pedro Figari
Pedro Figari (Montevideo, 29. lipnja 1861. – Montevideo, 24. srpnja 1938.) bio je urugvajski slikar, pravnik, pisac i političar. Iako je slikati započeo u kasnim godinama, najpoznatiji je kao slikar ranog modernista koji je u svojim radovima naglašavao svakodnevne aspekte života. U većini svojih djela pokušava uhvatiti suštinu svog doma slikajući lokalne običaje. 
Figari je slikao ponajprije prema sjećanju, tehnike koja daje njegovu djelu osobni je osjećaj. Svojim jedinstvenim stilom, koji je uključivao slikanje bez stvaranja iluzije, on je, zajedno s drugim južnoameričkim umjetnicima poput Diega Rivera i Tarsila do Amarala, pokrenuo revoluciju identiteta u svijetu umjetnosti Latinske Amerike. 

## Životopis
Pedro Figari rođen je 1861. godine. Iako je tijekom djetinjstva pokazivao interes za umjetnost, veći dio svog života bio je posvećen pravnoj praksi te 1886. godine diplomira pravo. Branio je siromašne koje su tištila socijalna pitanja što je kasnije utjecalo na Figarovu umjetnost. Iste godine u kojoj je stekao diplomu, Figari je studirao kod Godofreda Sommavilla, akademskog talijanskog slikara, oženio se i otišao u Francusku. Tamo je bio izložen postimpresionizmu, što je također uvelike utjecalo na njegova djela. "Po povratku u Urugvaj aktivno se uključio u novinarstvo, pravo i politiku, kao i hajući stvaranje Escuela de Bellas Artes. […] Bio je zastupnik urugvajskog parlamenta, predsjednik Atenea iz Montevidea i ravnatelj Nacionalnog parka Escuela de Artes y Oficios. "
Iako se smara da Figari zapravo nije slikarao u ranijim fazama, njegove rane slike bile su uske akvarelne i naftne skice pod utjecajem Maneta i Degasa.
Tek 1921. godine, u dobi od 60 godina, Figari se posve posvetio slikanju. Preselio se u Buenos Aires i za sobom ostavio talijanski stil koji je usvojio ranije u karijeri. Ovdje je "stvorio figurativne kompozicije kao aranžmane boja, rekonstruirajući, a ne dokumentirajući urugvajsku scenu; zemljopis, život gaucha, proslave, simbolički rituali i karnevali lokalne crne zajednice." Kada se 1925. vratio u Pariz, nastavio je slikati teme iz sjećanja te je tako postao zapažen kao slikar.  

## Stil
Pedro Figari imao je svoj stil. Iako je talijanska umjetnost snažno utjecala na njegovu ranu fazu, uspio se povezati s naivnijim stilom kada je počeo ozbiljno slikati. 
Figari je slikao tijekom razdoblja u kojem su se članovi umjetničke zajednice u Južnoj Americi borili za svoj osobni stil. Uglavnom su se htjeli odvojiti od europskog utjecaja. Boje prošlosti češće su bile prikazane vrlo kao neosobne scene; Bili su to uglavnom povijesni događaji ili figure. Europske slike isticale su "kvalitetu tehnike, pozornost na čisto plastične vrijednosti, [i] fantaziju." Figari je zapažen kao jedan od prvih slikara koji je skrenuo s ovog tipičnog europskog stila i umjesto toga stvorio nešto originalno i novo. "Smatrao je da je europska civilizacija dovela do gubitka skladnog i jednostavnog života, dok je Amerika nudila mogućnost povratka izvorima." Njegova sklonost povratka ogleda se u stvarnom vizualnom stilu njegovih slika. Umjesto da precizno i informativno slika predmete, Figari je slikao s namjerom da uhvati suštinu i osjećaj određenog trenutka. Za sebe kaže: "Moje slikarstvo nije jednostavan način slikanja. Umjesto toga, to je način gledanja, razmišljanja, osjećaja. Iznenađen sam što sam uspio naslikati senzacije, a ne stvari, čak i prije nego što sam savladao potpuno piktoralne tehnike. "  Odbacuje ideju da jeslika mehanički određena stvar, te umjesto toga naglašava važnost energije i života. To je ono što se smatra naivnim stilom: onaj koji mu je "omogućio da karikira društvene konvencije buržoazije u rodnom Urugvaju s nekom vrstom nevinosti širom otvorenih očiju".

## Odnos prema umjetničkim pokretima
Tijekom svojih putovanja Europom Pedro Figari bio je izložen postimpresionističkoj umjetnosti. Njegove vlastite slike pokazale su rane modernističke crte, jer su imale naglasak na ravnosti i površini platna. Modernistička slika odbacila je ideju stvaranja iluzije na platnu. Umjesto fokusiranja na formu i tehniku djela, modernistički slikari privukli su pozornost sadržaju. Otprilike kao Figari, čije su slike isticale upotrijebljene materijale. Nije slikao s namjerom da realno prikaže predmet; Slikao je kako bi uhvatio ideje, a to je učinio pomoću određenih poteza kistom koji su bili određeni onim što je pogodno za onaj dio komada koji je slikao. Iako se nešto u njegovom djelu može akademski smatrati loše nacrtanim, ono je češće izraženije od napreciznijih europskih slikara. 

## Nasljedstvo
Glavno nasljeđe Pedra Figarija je sloboda i ekspresionizam. Odstupajući od zajedničkog europskog stila koji dopušta samo akademske tradicije, pomogao je gledatelju da nauču slaviti kulturu svoje zemlje. Rekao je da je namjeravao "uzdići urugvajsku kulturu i natjerati ljude da vole američke stvari koje su toliko po njihovoj mjeri."  Stvarajući svoj vlastiti stil koji je utjelovio Urugvaj, on je ljudima zemlje pružio osjećaj ponosa i ljubavi. Više se nisu osjećali obveznima usvajati običaje europskih zemalja. Umjesto toga, uronili su se u vlastitu povijest i korijene. 
1995. godine osnovana je Nagrada Figari koja dodjeljuje godišnje za prepoznavanje urugvajskih likovnih umjetnika. Od 2010. godine njime upravlja Museo Figari, muzej u Montevideu koji je imenovan u njegovu čast.

## Vanjske poveznice
- Pedro Figari na www.pedrofigari.com
- Bienal - Posebni gosti - Pedro Figari na www1.uol.com.br
- Pedro Figari na www.museum.oas.org
- MNBA - Museo Nacional de Bellas Artes - Argentina na www.mnba.org.ar
- Figari muzej, Montevideo - Urugvaj na www.museofigari.gub.uy